# Анконский залив
Анконский залив (итал. Golfo di Ancona) расположен  в центральной части Адриатического моря, между мысом Анконы (последний северный отрог горы Конеро) и Фальконара-Мариттима. Размеры ограничены, но залив имеет определённое географическое значение, поскольку это единственный залив на участке Адриатического побережья между дельтой реки По и заливом Васто.
С доисторических времен сюда приплывали моряки, которые находили безопасное место для высадки в естественной гавани.

## Описание

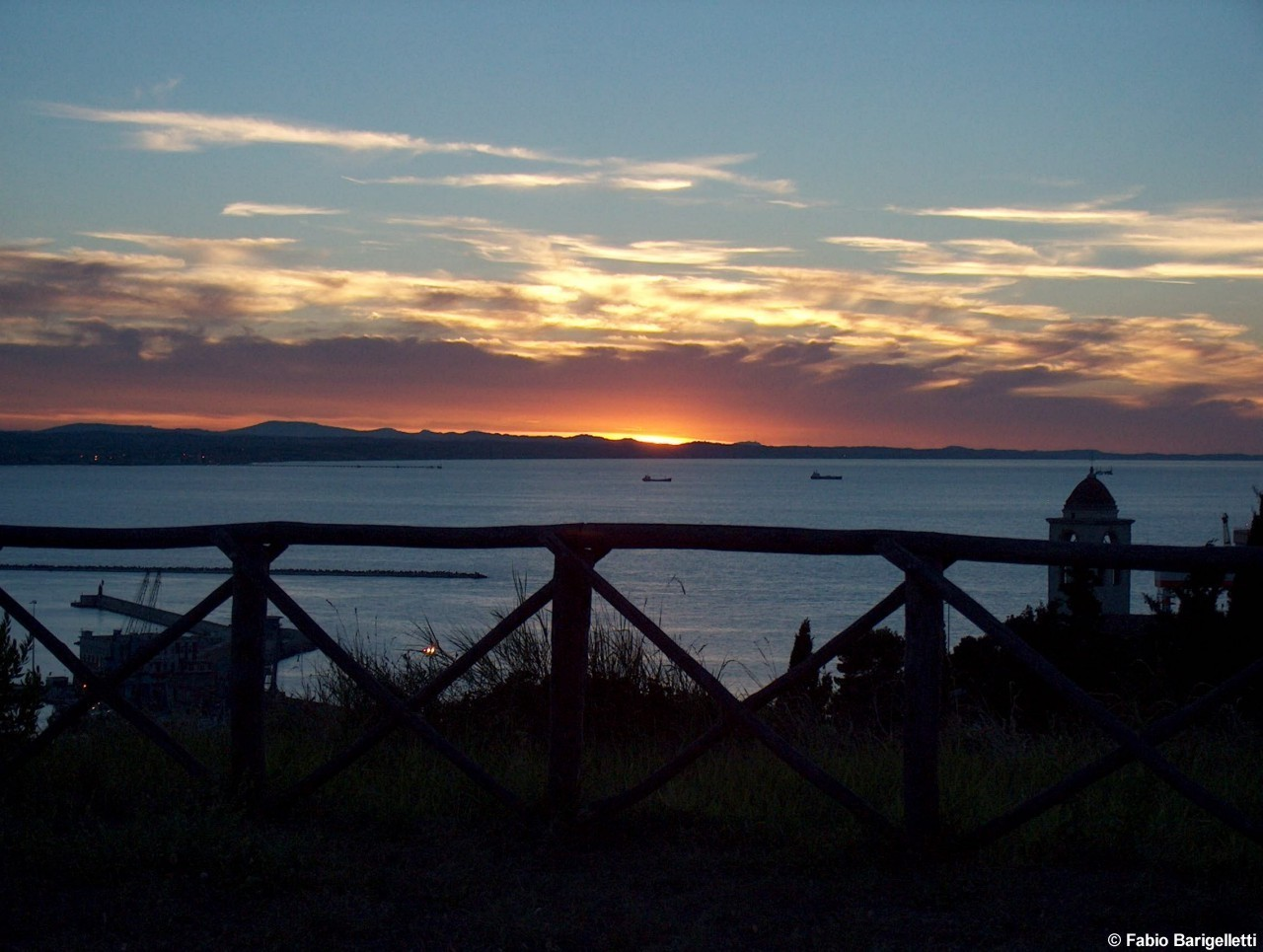
Вид на залив с юга (с холмов Капучини)

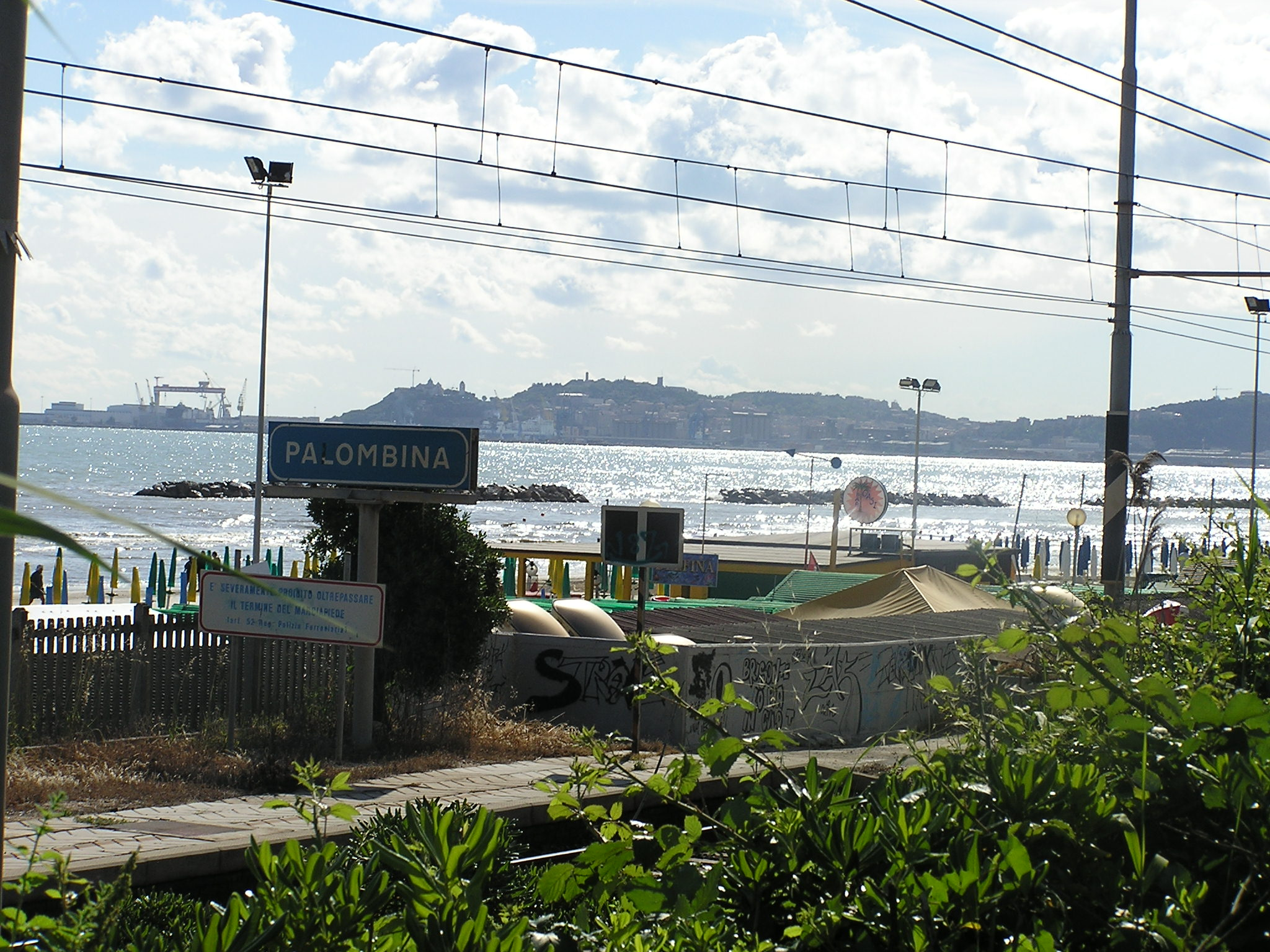
Вид на залив с севера (с Паломбина-Нуова)

Побережье залива обрамлено непрерывной линией населённых пунктов: центр города Фальконара-Мариттима и его квартал Фальконара-Веккья, кварталы Анконы Паломбина-Нуова, Коллемарино, Торретте, Паломбелла; порт Анконы, который выходит на старинные районы Арки, Каподимонте и Сан-Пьетро. От Фальконара-Мариттима до железнодорожной станции Анконы залив ограничен Виа-Фламиния (ответвлением древней Фламиниевой дороги) и железной дорогой Болонья — Анкона.
В Фальконара-Альта есть панорамная смотровая площадка, с которой открывается полный вид на залив, вплоть до порта Анконы; панорамная терраса расположена в зеленой зоне и называется «Балкон залива».